# Rfala
Rfala (franska: Rfala (CR), Rfala (Commune Rurale), arabiska: مولاي عيسى بن ئدريس) är en kommun i Marocko.   Den ligger i provinsen Azilal och regionen Béni Mellal-Khénifra, i den nordöstra delen av landet, 210 km söder om huvudstaden Rabat. Antalet invånare är 9 730.